# Arroio dos Ratos
Arroio dos Ratos is een gemeente in de Braziliaanse deelstaat Rio Grande do Sul. De gemeente telt 14.181 inwoners (schatting 2009).

## Aangrenzende gemeenten
De gemeente grenst aan Barão do Triunfo, Butiá, Charqueadas, Eldorado do Sul, Mariana Pimentel en São Jerônimo.

## Verkeer en vervoer
De plaats ligt aan de wegen BR-290 en BR-470.